# Olympische Jeugdzomerspelen 2018
De Olympische Jeugdzomerspelen 2018 waren de derde editie van de zomereditie van de Olympische Jeugdspelen. Het evenement, voor sporters van 14 tot 18 jaar, werd georganiseerd onder auspiciën van het Internationaal Olympisch Comité (IOC). De Spelen werden in 2018 gehouden in de Argentijnse hoofdstad Buenos Aires, dat in 2013 door het IOC uit de voorgedragen kandidaten gekozen werd. Aan de Spelen deden bijna vierduizend atleten deel, afkomstig uit 206 landen. Kosovo en Zuid-Soedan maakten hun debuut op de Spelen van Buenos Aires.

## Toekenning organisatie
In september 2011 maakte het IOC per brief aan alle nationale olympisch comités de toekenningsprocedure bekend.

### Kandidaten
| Kandidaatstad | Land                | NOC                         | Continent    | Stemmen | Stemmen | Land eerder georganiseerd                 |
| Kandidaatstad | Land                | NOC                         | Continent    | Ronde 1 | Ronde 2 | Land eerder georganiseerd                 |
| ------------- | ------------------- | --------------------------- | ------------ | ------- | ------- | ----------------------------------------- |
| Buenos Aires  | Argentinië          | Comité Olímpico Argentino   | Zuid-Amerika | 40      | 49      | Nooit eerder georganiseerd                |
| Medellin      | Colombia            | Comité Olímpico Colombiano  | Zuid-Amerika | 32      | 39      | Nooit eerder georganiseerd                |
| Glasgow       | Verenigd Koninkrijk | British Olympic Association | Europa       | 13      | —       | Olympische Zomerspelen 1908, 1948 en 2012 |

In februari 2013 vielen twee kandidaatssteden af: het Nederlandse Rotterdam en het Mexicaanse Guadalajara. Vijf maanden eerder had het Poolse Poznań zich om financiële redenen teruggetrokken. De uiteindelijke keuze voor Buenos Aires werd op 4 juli 2013 bekendgemaakt.

## Spelen

### Sporten
Op het programma van de Jeugdzomerspelen stonden 32 sporten. Enkele sporten waren nieuw of aangepast: het beachhandbal verving het reguliere handbal, voetbal wordt vervangen door zaalvoetbal, en danssport, klimsport en karate maakten hun debuut op de Spelen. Bij het atletiek en het zwemmen werden de meeste medailles uitgereikt. In het atletiekprogramma vonden 38 onderdelen plaats, bij het zwemmen 36.
Binnen de 32 sporten werden 241 onderdelen gehouden. Het aantal onderdelen per sport staat hieronder tussen haken weergegeven.
| - Atletiek (38) - Badminton (3) - Basketbal (4) - Beachvolleybal (2) - Boksen (13) - Boogschieten (3) - Danssport (3) - Hockey (2) - Kanovaren (8) - Paardensport (2) - Schermen (7) - Gewichtheffen (12) - Golf (3) - Gymnastiek (17) - Inline-skaten (2) - Judo (9) | - Karate (6) - Klimsport (2) - Moderne vijfkamp (3) - Roeien (4) - Rugby (2) - Schietsport (6) - Strandhandbal (2) - Tafeltennis (3) - Taekwondo (10) - Tennis (5) - Triatlon (3) - Wielersport (4) - Worstelen (15) - Zaalvoetbal (2) - Zeilen (5) - Zwemsport - Schoonspringen (5) - Zwemmen (36) |

### Medaillespiegel
Het gastland, Argentinië, wordt in het blauw weergegeven. België en Nederland eindigden op de respectievelijk dertigste en negenenzestigste plaats. Rusland won met enige afstand de meeste gouden medailles, gevolgd door de Volksrepubliek China en Japan, organisator van de Olympische Zomerspelen 2020.
| №                  | land             | NOC | Goud | Zilver | Brons | totaal |
| 1                  | Rusland          | RUS | 29   | 18     | 12    | 59     |
| 2                  | China            | CHN | 18   | 9      | 9     | 36     |
| 3                  | Japan            | JPN | 15   | 12     | 12    | 39     |
| —                  | Gemengd          | —   | 13   | 13     | 13    | 39     |
| 4                  | Hongarije        | HUN | 12   | 7      | 5     | 24     |
| 5                  | Italië           | ITA | 11   | 10     | 13    | 34     |
| 6                  | Argentinië       | ARG | 11   | 6      | 9     | 26     |
| 7                  | Iran             | IRN | 7    | 3      | 4     | 14     |
| 8                  | Verenigde Staten | USA | 6    | 5      | 7     | 18     |
| 9                  | Frankrijk        | FRA | 5    | 15     | 7     | 27     |
| 10                 | Oekraïne         | UKR | 5    | 7      | 6     | 18     |
| 11                 | Thailand         | THA | 5    | 5      | 2     | 12     |
| 12                 | Australië        | AUS | 4    | 8      | 4     | 16     |
| 13                 | Oezbekistan      | UZB | 4    | 4      | 6     | 14     |
| 14                 | Colombia         | COL | 4    | 3      | 3     | 10     |
| 14                 | Kazachstan       | KAZ | 4    | 3      | 3     | 10     |
| 16                 | Kenia            | KEN | 4    | 2      | 0     | 6      |
| 17                 | Cuba             | CUB | 4    | 0      | 2     | 6      |
| 18                 | India            | IND | 3    | 9      | 1     | 13     |
| 19                 | Groot-Brittannië | GBR | 3    | 4      | 5     | 12     |
| 20                 | Duitsland        | GER | 3    | 4      | 2     | 9      |
| 21                 | Mexico           | MEX | 3    | 3      | 6     | 12     |
| 22                 | Tsjechië         | CZE | 3    | 3      | 5     | 11     |
| 23                 | Egypte           | EGY | 3    | 2      | 7     | 6      |
| 24                 | Zweden           | SWE | 3    | 2      | 1     | 6      |
| 25                 | Griekenland      | GRE | 3    | 1      | 2     | 6      |
|                    |                  |     |      |        |       |        |
| 30                 | België           | BEL | 2    | 3      | 2     | 7      |
| 69                 | Nederland        | NED | 0    | 1      | 5     | 6      |
|                    |                  |     |      |        |       |        |
| overige 179 landen |                  |     |      |        |       |        |

Zomerspelen:
Winterspelen:
Gerelateerd
Olympische Spelen · Paralympische Spelen · Deaflympische Spelen · Special Olympic World Games
IOC · COA · BOIC · NOC*NSF · NAOC · SOC